# Yuri Sálnikov
Yuri Grigórievich Sálnikov –en ruso, Юрий Григорьевич Сальников– (Tovuz, Unión Soviética, 6 de junio de 1950) es un jinete soviético que compitió en la modalidad de concurso completo.
Participó en los Juegos Olímpicos de Moscú 1980, obteniendo dos medallas, oro en la prueba por equipos (junto con Alexandr Blinov, Valeri Volkov y Serguei Rogozhin) y bronce en la individual. Ganó una medalla de plata en el Campeonato Europeo de Concurso Completo de 1973.

## Palmarés internacional
| Juegos Olímpicos   | Juegos Olímpicos | Juegos Olímpicos  | Juegos Olímpicos |
| Año                | Lugar            | Medalla           | Categoría        |
| ------------------ | ---------------- | ----------------- | ---------------- |
| 1980               | Moscú (URSS)     | Medalla de oro    | Por equipos      |
| 1980               | Moscú (URSS)     | Medalla de bronce | Individual       |
| Campeonato Europeo |                  |                   |                  |
| Año                | Lugar            | Medalla           | Categoría        |
| 1973               | Kiev (URSS)      | Medalla de plata  | Por equipos      |